# Metholce nigritarsis
Metholce nigritarsis är en insektsart som beskrevs av Walker, F. 1871. Metholce nigritarsis ingår i släktet Metholce och familjen vårtbitare. Inga underarter finns listade i Catalogue of Life.